# Hillsborough (Califòrnia)
Hillsborough és una població dels Estats Units a l'estat de Califòrnia. Segons el cens del 2000 tenia 10.825 habitants.

## Demografia
Segons el cens del 2000, Hillsborough tenia 10.825 habitants, 3.689 habitatges, i 3.161 famílies. La densitat de població era de 670,9 habitants/km².
Dels 3.689 habitatges en un 36,3% hi vivien nens de menys de 18 anys, en un 78,6% hi vivien parelles casades, en un 4,9% dones solteres, i en un 14,3% no eren unitats familiars. En l'11,1% dels habitatges hi vivien persones soles el 7,3% de les quals corresponia a persones de 65 anys o més que vivien soles. El nombre mitjà de persones vivint en cada habitatge era de 2,93 i el nombre mitjà de persones que vivien en cada família era de 3,14.
Per edats la població es repartia de la següent manera: un 25,1% tenia menys de 18 anys, un 4,4% entre 18 i 24, un 19,7% entre 25 i 44, un 32,2% de 45 a 60 i un 18,6% 65 anys o més.
L'edat mediana era de 46 anys. Per cada 100 dones de 18 o més anys hi havia 91,6 homes.
Entorn de l'1,8% de les famílies i el 2,8% de la població estaven per davall del llindar de pobresa.

## Poblacions més properes
El següent diagrama mostra les poblacions més properes.